# Liste der Bischöfe von Utrecht
Dies ist eine Liste der Bischöfe von Utrecht.

## Bischöfe von Utrecht
| Name                                   | Amtszeit  | Anmerkungen |
| -------------------------------------- | --------- | --- |
| Willibrord                             | 0695–0739 | Heiliger |
| Wera                                   | 0739–0752 | Heiliger |
| Eoban                                  | 0753–0754 | Heiliger |
| Gregor                                 | 0754–0775 | Heiliger |
| Alberich I.                            | 0775–0784 | Heiliger |
| Theodard                               | 0784–0790 | |
| Hamacarus                              | 0790–0806 | |
| Ricfried                               | 0806–0820 | |
| Friedrich I.                           | 0820–0829 | Heiliger |
| Alberich II.                           | 0835–0845 | |
| Eginhard                               | 000000845 | |
| Liudger                                | 0848–0854 | |
| Hungerus Frisus                        | 0854–0866 | Heiliger |
| Adalbald I.                            | 0866–0899 | |
| Egilbert                               | 000000899 | |
| Radbod (Gerulfinger)                   | 0899–0917 | Heiliger |
| Balderich                              | 0917–0975 | |
| Folkmar (Poppo)                        | 0976–0990 | |
| Balduin I.                             | 0991–0995 | |
| Ansfried                               | 0995–1010 | Seliger |
| Adalbald II.                           | 1010–1026 | stammte wohl aus der Familie der Ezzonen, ab 1024 erster Fürstbischof                                              |
| Bernulf (Bernold)                      | 1026–1054 | Heiliger |
| Wilhelm I.                             | 1054–1076 | |
| Konrad                                 | 1076–1099 | |
| Burchard von Lechsgemünd               | 1100–1112 | |
| Godebold                               | 1114–1127 | |
| Andreas von Kuik                       | 1127–1139 | |
| Hartbert                               | 1139–1150 | |
| Hermann von Horn                       | 1151–1156 | |
| Gottfried von Rhenen                   | 1156–1178 | |
| Balduin II. von Holland (Gerulfinger)  | 1178–1196 | |
| Arnold I. von Isenburg                 | 1196–1197 | |
| Dietrich I. von Holland (Gerulfinger)  | 1196–1197 | |
| Dietrich II. von Ahr                   | 1197–1212 | |
| Otto I. von Geldern                    | 1212–1215 | |
| Otto II. von Lippe                     | 1216–1227 | |
| Wilbrand von Oldenburg                 | 1227–1233 | |
| Otto III. von Holland (Gerulfinger)    | 1233–1249 | |
| Goswin van Randerath                   | 1249–1250 | durch einen Fehler des Historikers Johannes de Beke wurde hier fälschlicherweise lange Gozewin van Amstel genannt. |
| Heinrich von Vianden                   | 1250–1267 | |
| Johann von Nassau                      | 1267–1290 | Elekt; 1288 vom Domkapitel abgesetzt                                                                               |
| Johann II. von Sierck (von Syrik)      | 1290–1296 | |
| Wilhelm II. von Berthout (von Mecheln) | 1296–1301 | |
| Guido von Avesnes (Haus Avesnes)       | 1301–1317 | |
| Friedrich II. von Sierck               | 1317–1322 | |
| Jakob von Oudshoorn                    | 1322      | |
| Johann III. von Diest                  | 1322–1340 | |
| Nikolaus da Capocci                    | 1341–1342 | |
| Johann IV. von Arkel                   | 1342–1364 | |
| Johann V. von Virneburg                | 1364–1371 | |
| Arnold II. von Horn (Haus Horn)        | 1371–1379 | |
| Florenz von Wevelinghoven (Floris)     | 1379–1393 | |
| Friedrich III. von Blankenheim         | 1393–1423 | |
| Zweder van Culemborg                   | 1425–1433 | |
| Rudolf von Diepholz                    | 1430–1455 | bis 1440 im Schisma mit dem Papst                                                                                  |
| Walram von Moers                       | 1434–1448 | Gegenbischof, bis 1440 im Gemeinschaft mit dem Papst                                                               |
| Gijsbrecht von Brederode               | 1455–1456 | |
| David von Burgund                      | 1456–1496 | |
| Friedrich IV. von Baden                | 1496–1516 | † 1517 |
| Philipp von Burgund                    | 1516–1524 | |
| Heinrich II. von der Pfalz             | 1524–1529 | bis 1527 Fürstbischof                                                                                              |
| Wilhelm III. von Enckenvoirt           | 1529–1534 | |
| Georg von Egmond                       | 1534–1559 | |

## Erzbischöfe von Utrecht
| Name                             | Amtszeit  | Anmerkungen                                   |
| -------------------------------- | --------- | --------------------------------------------- |
| Friedrich Schenck von Tautenburg | 1559–1580 | erster Erzbischof                             |
| Herman von Rennenberg            | 1580–1592 | Kandidat ohne päpstliche Bestätigung, im Exil |
| Jan van Bruhesen                 | 1592–1600 | Kandidat ohne päpstliche Bestätigung, im Exil |

## Titular-(Erz)bischöfe und Apostolische Vikare der niederländischen Mission
| Name                    | Amtszeit  | Anmerkungen                                                |
| ----------------------- | --------- | ---------------------------------------------------------- |
| Sasbout Vosmeer         | 1602–1614 | Sitz in Utrecht                                            |
| Philippus Rovenius      | 1614–1651 |                                                            |
| Jakobus de la Torre     | 1651–1661 |                                                            |
| Boudewijn Catz          | 1662–1663 |                                                            |
| Johannes von Neercassel | 1663–1686 |                                                            |
| Petrus Codde            | 1688–1702 | 1701 suspendiert, 1704 zurückgetreten, † 18. Dezember 1710 |
| Theodorus de Kock       | 1702–1704 |                                                            |
| Gerhard Potcamp         | 1705      |                                                            |
| Adam Daemen             | 1707–1717 |                                                            |
| Johannes van Bijlevelt  | 1717–1727 |                                                            |

## Alt-katholische Erzbischöfe von Utrecht
| Name                                 | Amtszeit  | Anmerkungen                                                                       |
| ------------------------------------ | --------- | --------------------------------------------------------------------------------- |
| Cornelius Steenoven                  | 1724–1725 | gewählt nach dem Tod von Petrus Codde                                             |
| Cornelius Johannes Barchman Wuytiers | 1725–1733 |                                                                                   |
| Theodorus van der Croon              | 1734–1739 |                                                                                   |
| Petrus Johannes Meindaerts           | 1739–1767 |                                                                                   |
| Gualtherus Michael van Nieuwenhuizen | 1768–1797 |                                                                                   |
| Johannes Jacobus van Rhijn           | 1797–1808 |                                                                                   |
| Willibrord van Os                    | 1814–1825 |                                                                                   |
| Johannes van Santen                  | 1825–1858 |                                                                                   |
| Henricus Loos                        | 1858–1873 |                                                                                   |
| Johannes Heykamp                     | 1875–1892 |                                                                                   |
| Gerardus Gul                         | 1892–1920 |                                                                                   |
| Franciscus Kenninck                  | 1920–1937 |                                                                                   |
| Andreas Rinkel                       | 1937–1970 |                                                                                   |
| Marinus Kok                          | 1970–1982 |                                                                                   |
| Antonius Jan Glazemaker              | 1982–1999 |                                                                                   |
| Joris Vercammen                      | 2000–2020 |                                                                                   |
| Bernd Wallet                         | seit 2020 | Die Bischofsweihe fand aufgrund der Coronakrise erst am 18. September 2021 statt. |

## Pro-Apostolische Vikare der niederländischen Mission
| Name                      | Amtszeit  | Anmerkungen                   |
| ------------------------- | --------- | ----------------------------- |
| Joseph Spinelli           | 1727–1731 | Sitz in Brüssel               |
| Vincentius Montalto       | 1731–1732 |                               |
| Silvester Valenti Gonzaga | 1732–1736 |                               |
| Franciscus Goddard        | 1736–1737 |                               |
| Lucas Melchior Tempi      | 1737–1743 |                               |
| Petrus Paulus Testa       | 1744      |                               |
| Ignatius Crivelli         | 1744–1755 |                               |
| Carolus Molinari          | 1755–1763 |                               |
| Batholomeus Soffredini    | 1763      |                               |
| Thomas Maria Ghilini      | 1763–1775 |                               |
| Joannes Antonius Maggiora | 1775–1776 |                               |
| Ignazio Busca             | 1776–1785 |                               |
| Michael Causati           | 1785–1786 |                               |
| Antonius Felix Zondadari  | 1786–1790 |                               |
| Caesar di Brancadoro      | 1792–1794 | Sitz in Münster               |
| Ludovicus Ciamberlani     | 1794–1828 | Sitz in Münster und Amsterdam |
| Francesco Capaccini       | 1829–1831 | Sitz in Den Haag              |
| Antonius Antonucci        | 1831–1841 |                               |
| Innocentius Ferrieri      | 1841–1847 |                               |
| Johannes Zwijsen          | 1847–1848 |                               |
| Carolus Belgrado          | 1848–1853 |                               |

## Römisch-katholische Erzbischöfe von Utrecht
| Name                              | Amtszeit  | Anmerkungen |
| --------------------------------- | --------- | ----------- |
| Johannes Zwijsen                  | 1853–1868 |             |
| Andreas Ignatius Schaepman        | 1868–1882 |             |
| Petrus Matthias Snickers          | 1883–1895 |             |
| Henricus van de Wetering          | 1895–1929 |             |
| Johannes Henricus Gerardus Jansen | 1930–1936 |             |
| Jan de Jong                       | 1936–1955 |             |
| Bernard Jan Alfrink               | 1955–1975 |             |
| Johannes Willebrands              | 1975–1983 |             |
| Adrianus Johannes Simonis         | 1983–2007 |             |
| Willem Jacobus Eijk               | 2008–     |             |